# Phytoliriomyza picea
Phytoliriomyza picea este o specie de muște din genul Phytoliriomyza, familia Agromyzidae, descrisă de Spencer în anul 1963. Conform Catalogue of Life specia Phytoliriomyza picea nu are subspecii cunoscute.